# Imre Kozma

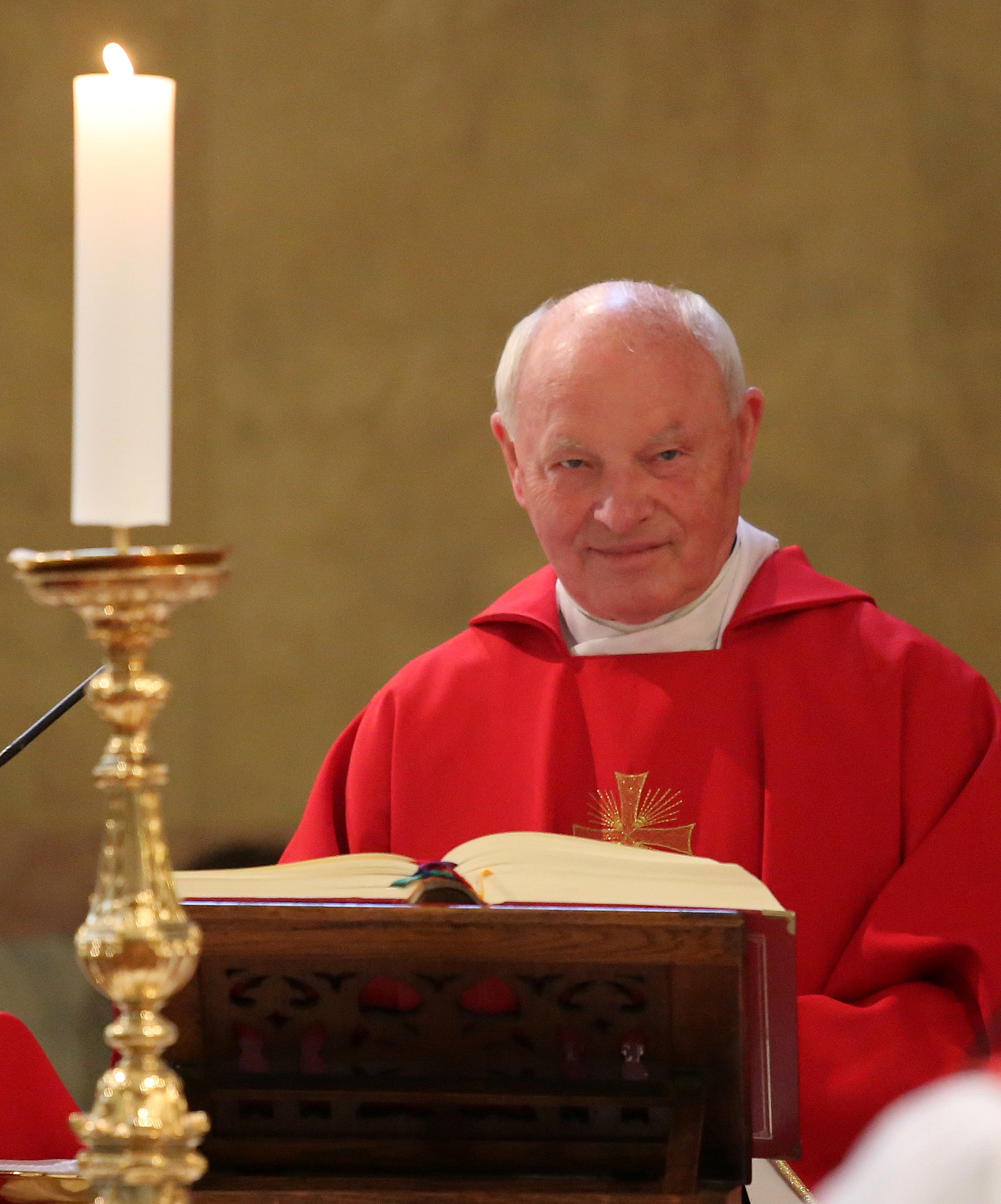
Imre Kozma (2013)

Imre Kozma OH (* 4. Juni 1940 in Győrzámoly; † 17. Oktober 2024) war ein ungarischer römisch-katholischer Geistlicher.

## Leben
Imre Kozma wurde nahe der nordwestungarischen Stadt Győr geboren, besuchte das dortige Benediktinergymnasium, trat in das Priesterseminar ein und studierte Katholische Theologie. 1963 empfing er die Priesterweihe. Er war zunächst in Tát-Dorogbánya tätig. 1968 wurde er Seelsorger in der Petrus-von-Alcantara-Kirche am Franziskanerplatz in Budapest. 1977 wechselte er an die Pfarrkirche der Heiligen Familie in Budapester Stadtviertel Zugliget.
Aus der Pfarre Heilige Familie in Zugliget heraus wurde der Ungarische Malteser Hilfsdienst (MTI) gegründet, dessen Gründungspräsident Imre Kozma war und der eine der größten Wohltätigkeitsorganisationen Ungarns ist. Imre Kozma war 1989 Initiator des ersten Flüchtlingslagers im Garten der Kirche in Zugliget als Zufluchtsort für über 48.000 Personen aus der DDR, die später nach (West-)Deutschland ausreisen konnten.
1997 trat Kozma der Ordensgemeinschaft der Barmherzigen Brüder vom hl. Johannes von Gott bei und baute den Orden als wichtigen Partner im ungarischen Gesundheitswesen auf.
Imre Kozma starb am 17. Oktober 2024 im Alter von 84 Jahren.

## Ehrungen und Auszeichnungen
- Apostolischer Protonotar (1992)
- Széchenyi-Preis (1992)
- Preis für die Unterstützung der Minderheiten (Kisebbségekért díj; 1995)
- Mann des Jahres (1996)
- Verdienstorden Pro Merito Melitensi des Malteserordens (Großkreuz; 1999)
- Ungarischer Verdienstorden (Komtur; 2003)
- Verdienstorden der Bundesrepublik Deutschland (Großes Verdienstkreuz; 2004)
- Prima-Primissima-Preis (2005)
- Mindszenty-Medaille (2007)
- Konventualkaplan Großkreuz des Malteserordens ehrenhalber (2009)
- Ehrenlegion (Ritter; 2010)
- Sándor-Giesswein-Medaille (2013)
- Preis „Bürger Europas“ (2016)
- Mehrere Ehrenbürgerschaften